# Vương tử Frederick, Công tước xứ York và Albany
Frederick Augustus, Công tước xứ York và Albany (Frederick Augustus, sinh ngày 16 tháng 8 năm 1763 – 5 tháng 1 năm 1827) là con trai thứ hai của vua George III của Anh và Charlotte xứ Mecklenburg-Strelitz, cũng là em trai của vua George IV. Là một người lính chuyên nghiệp, từ năm 1764 đến năm 1803, ông là Giáo mục vương quyền Osnabrück thuộc Đế quốc La Mã Thần thánh. Từ khi cha qua đời năm 1820 cho đến khi ông qua đời năm 1827, ông là người thừa kế hợp pháp của anh trai mình, ở cả Vương quốc Liên hiệp Anh và Ireland và Vương quốc Hannover. Ông là chỉ huy chiến trường người Anh trong hai chiến dịch không thành công của Cách mạng Pháp.
Cùng với lực lượng Áo, quân đội của Frederick đã giành chiến thắng trước quân Pháp ở Flanders vào đầu năm 1793, nhưng ông đã bị đánh bại tại Hondschoote, gần Dunkirk (tháng 9 năm 1793) và tại Tournai (tháng 5 năm 1794) và sau đó bị đẩy lui qua Bỉ. Tuy nhiên, ông đã được phong làm thống chế vào năm 1795 và tổng tư lệnh ba năm sau đó. Năm 1799, ông chỉ huy một cuộc xâm lược của Anh-Nga vào Hà Lan do Pháp chiếm đóng; sau những thất bại tại Bergen (ngày 19 tháng 9) và Castricum (ngày 6 tháng 10), ông buộc phải ký Công ước Alkmaar (ngày 18 tháng 10) và sơ tán lực lượng của mình.
Năm 1809, Frederick phải từ chức tổng tư lệnh vì tình nhân của ông, Mary Anne Clarke, đã nhận tiền của các sĩ quan để đổi lấy lời hứa rằng Công tước sẽ thăng chức cho họ. Bản thân ông đã được Hạ viện tuyên bố trắng án và được phục chức vào năm 1811. Ông thành lập Trường Công tước xứ York và trong những năm cuối đời, ông là người phản đối hàng đầu việc giải phóng chính trị của người Công giáo Roma ở Anh.
Frederick trở thành người thừa kế ngai vàng Anh sau cái chết của cha ông vào năm 1820, nhưng ông không bao giờ lên ngôi vua vì ông qua đời vào ngày 5 tháng 1 năm 1827, sớm hơn trước anh trai ông ba năm.

## Tiểu sử
Frederick là con trai của vua George III và Charlotte xứ Mecklenburg-Strelitz sinh ra trong vương tộc Hanover. Ông được phong hàm Đại tá ở tuổi mười bảy vào năm 1780 và sống ở Hanover từ năm 1781 đến năm 1787, để học tại Đại học Gottingen cùng các anh em của mình. Frederick được phong làm Công tước xứ York vào năm 1784, là người thứ hai trong danh sách kế vị ngai vàng Anh. Ông cũng là Giáo mục vương quyền Osnabrück, một tước hiệu ít quan trọng hơn được ban cho ông khi ông mới sáu tháng tuổi.
Frederick và George có cùng lối sống xa hoa, mặc dù Frederick coi trọng nhiệm vụ chính thức của mình hơn anh trai. Ông liên tục nợ nần vì đam mê cờ bạc, cả cờ ngựa và bài. Trong cuộc khủng hoảng nhiếp chính năm 1788, ông đã hỗ trợ George, khiến ông bất hòa với cha mẹ.
Vào tháng 5 năm 1789, ông đã suýt chết trong một cuộc đấu tay đôi với Trung tá Charles Lennox. Tạp chí The Gentleman's Magazine đưa tin rằng quả bóng của Lennox "sượt qua mái tóc xoăn của công tước".

## Binh nghiệp

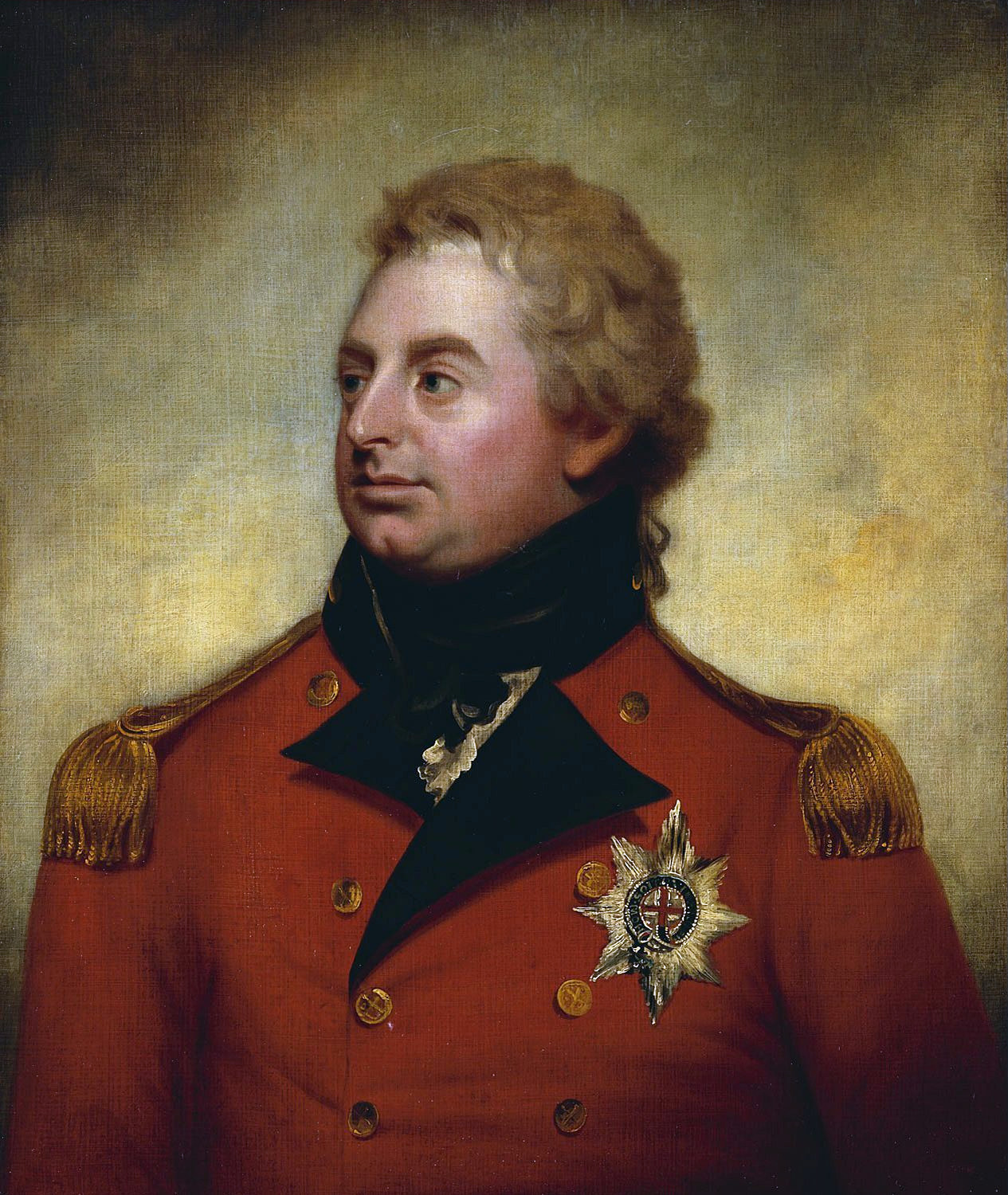
Công tước xứ York

Vào ngày 12 tháng 4 năm 1793, Frederick được phong làm Tướng và được cử đến Flanders để chiến đấu cùng với hoàng tử Áo Josias của Sachsen-Coburg-Saalfeld trong Chiến tranh Liên minh thứ nhất của Cách mạng Pháp. Ông thua trận Tourcouing và rời đi vào tháng 4 năm 1795, gần đúng hai năm sau khi ông đến Nê-đéc-lan thuộc Áo. Vào tháng 8 năm 1799, ông tham gia cuộc xâm lược Hà Lan của Anh-Nga trong Chiến tranh Liên minh thứ hai, và ông đã chiếm được một số tàu của Hà Lan, nhưng đã bị đánh bại do lập kế hoạch kém.
Mặc dù ông có kỹ năng chỉ huy kém, ông được cho là người có ảnh hưởng lớn nhất đến sự chuyển đổi của Quân đội Anh trong toàn bộ lịch sử của quân đội này. Ông trở thành người thừa kế ngai vàng Anh sau cái chết của George III năm 1820 và sau cái chết của con gái vua George IV, Công chúa Charlotte, nhưng ông đã chết vì bệnh phù nề vào năm 1827.

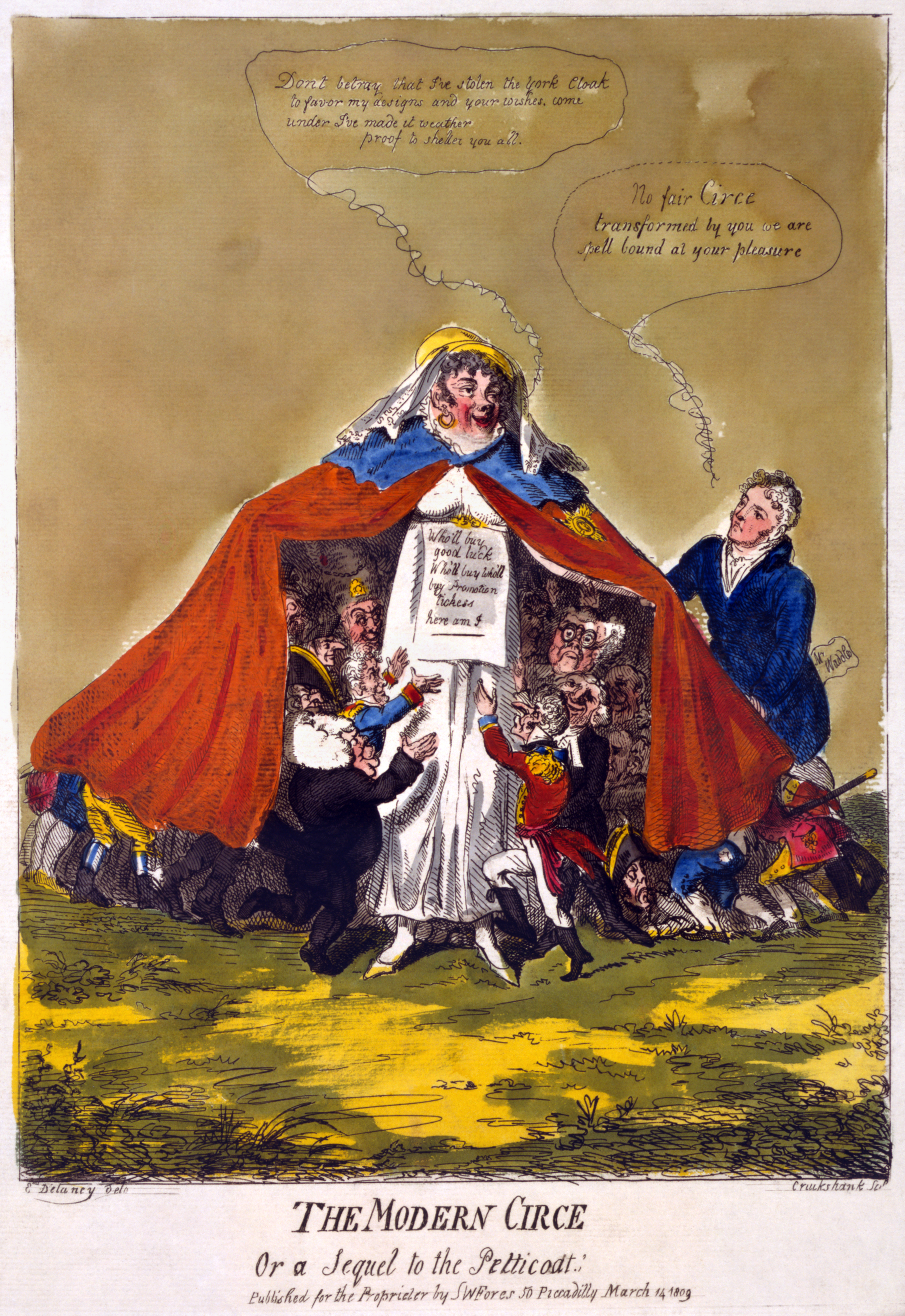
The modern Circe or a sequel to the petticoat, biếm họa người tình của Frederick, Mary Anne Clarke của Isaac Cruikshank, ngày 15 tháng 3 năm 1809. Hoàng tử từ chức người đứng đầu quân đội Anh mười ngày sau khi bức biếm họa được xuất bản.

Những thất bại quân sự của ông đã dẫn đến sự bất tử của ông trong vần điệu:
Công tước York vĩ đại,

Ông có mười ngàn người.

Ông dẫn họ lên đỉnh đồi

Và ông lại dẫn họ xuống.

Và khi họ lên, họ lên.

Và khi họ xuống, họ xuống.

Và khi họ chỉ mới lên được nửa đường,

Họ không lên cũng không xuống.

## Hôn nhân và tình nhân
Frederick đã kết hôn với em họ thứ ba của mình là Công chúa Friederike Charlotte, con gái lớn của vua Friedrich Wilhelm II của Phổ và Elisabeth Christine xứ Brunswick-Lüneburg vào ngày 29 tháng 9 năm 1791 tại Điện Charlottenburg, Berlin, và một lần nữa vào ngày 23 tháng 11 năm 1791 tại Điện Buckingham. Công tước phu nhân xứ York mới đã nhận được sự chào đón nồng nhiệt ở Luân Đôn. Tuy nhiên, cuộc hôn nhân không hạnh phúc, cặp đôi sớm ly thân, Friederike đã dành phần đời còn lại của bà tại Oatlands Park, Weybridge nơi mà bà qua đời vào năm 1820. Công tước và công tước phu nhân xứ York không có con. Đứa con duy nhất được biết đến của ông là một đứa con ngoài giá thú, Charles Hesse, và ngay cả điều này cũng không chắc chắn. Ngoài ra còn có suy đoán về một đứa con ngoài giá thú khác, John Molloy.

### Vụ bê bối của với nhân tình Mary Clarke
Vào tháng 1 năm 1809, Lloyd Wardle, một thành viên cấp tiến của nghị viện, đã đưa ra cáo buộc chống lại Công tước xứ York và tình nhân của ông, Mary Anne Clarke. Người ta tiết lộ rằng bà Clarke, một nữ diễn viên xa hoa dưới sự bảo bọc của công tước, đã nhận tiền từ những người muốn mua sự thăng tiến hoặc ân huệ trong quân đội. Công tước bị buộc tội biết về việc bà bán chức vụ và thậm chí chia sẻ số tiền thu được.
Nghị viện đã xem xét kỹ lưỡng các bằng chứng trước khi xóa tội tham nhũng cá nhân của Công tước hoặc giúp đỡ tham nhũng của tình nhân. Tuy nhiên, rõ ràng là bà Clarke đã được người tình hoàng gia của bà cung cấp quá nhiều thông tin mang tính chính thức và công tước buộc phải từ chức vì sự xấu hổ do vụ bê bối này gây ra.
Tuy nhiên, Công tước đã được anh trai minh oan và được bổ nhiệm lại làm tổng tư lệnh vào năm 1811 khi George trở thành Thân vương nhiếp chính.

## Cái chết
Frederick qua đời vì bệnh phù nề và tim mạch tại nhà của Công tước Rutland trên phố Arlington, Luân Đôn vào năm 1827. Sau khi được quàn tại Nhà nguyện Hoàng gia ở Luân Đôn, Di hài của Frederick được chôn cất tại Nhà nguyện St George, Lâu đài Windsor, sau lễ tang của ông tại đó. Nhà nguyện rất lạnh trong suốt lễ tang, được tổ chức vào ban đêm, đến nỗi Bộ trưởng Ngoại giao George Canning, đã mắc bệnh sốt thấp khớp, trở nên ốm yếu đến mức ông nghĩ rằng mình có thể không qua khỏi; Canning qua đời vào ngày 8 tháng 8 cùng năm.

## Di sản

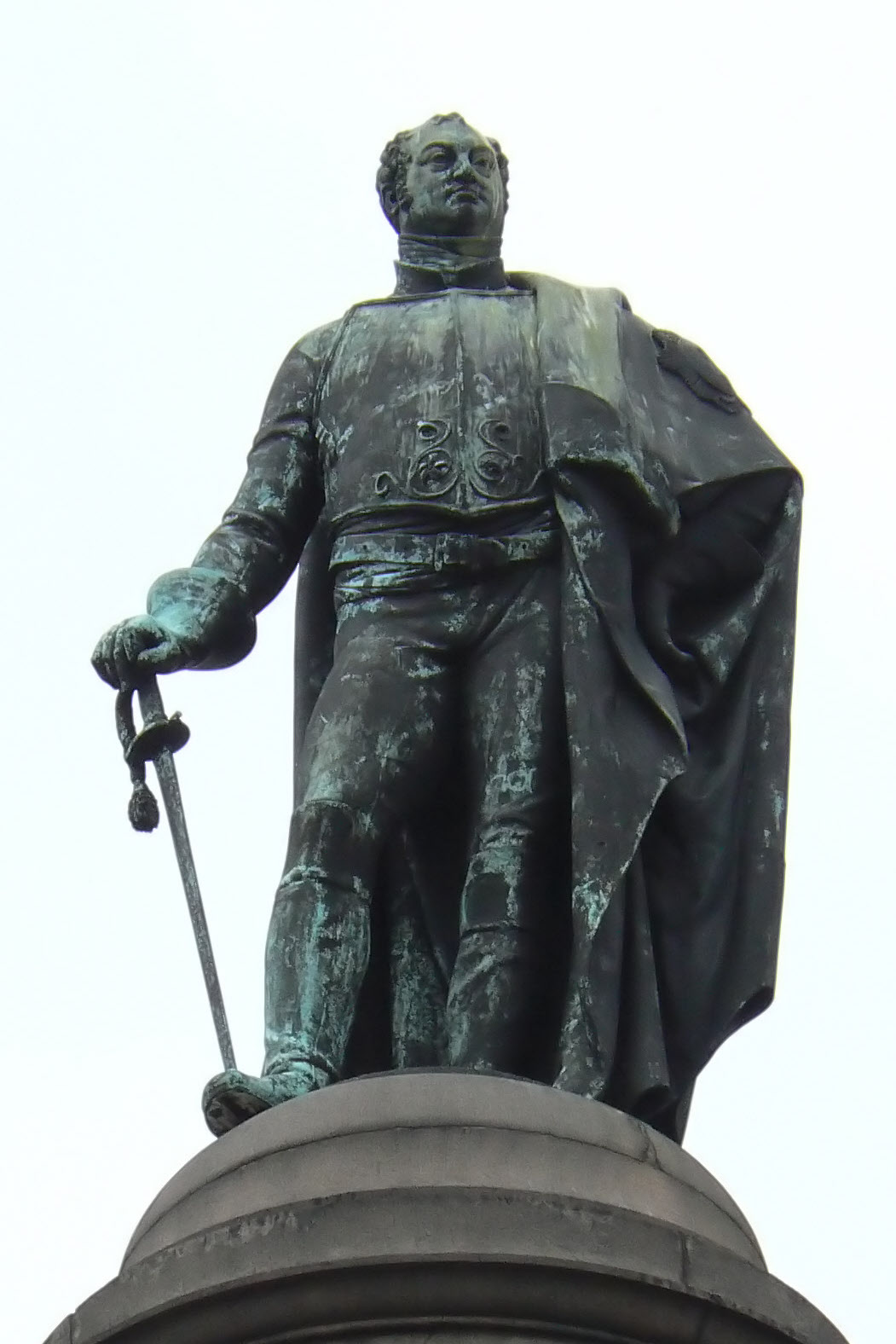
Tượng Frederick Công tước xứ York tại Quảng trường Waterloo, Westminster, Luân Đôn

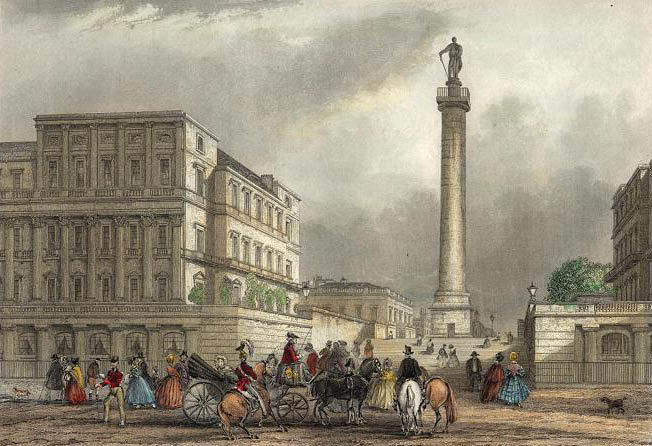
Cột Công tước xứ York nhìn từ The Mall, London

Fredericton, thủ phủ của tỉnh New Brunswick của Canada, được đặt theo tên của Hoàng tử Frederick. Thành phố ban đầu có tên là "Frederick's Town".
Khi Toronto được tái lập để trở thành thủ phủ của Thượng Canada vào năm 1793, thành phố được đặt tên là York theo tên của Hoàng tử Frederick. Mặc dù tên của thành phố đã được đổi lại thành Toronto vào năm 1834, nhiều địa phương xung quanh vẫn mang tên York.
Duke of York trên The Mall, Luân Đôn được hoàn thành vào năm 1834 như một đài tưởng niệm Hoàng tử Frederick. Cột này được trả tiền bởi những người lính của Quân đội Anh, mỗi người đã từ bỏ một ngày lương để trả tiền cho cột.
Một bức tượng vinh danh Fredrick nằm ở Edinburgh, dòng chữ chính ghi là Field Marshal His Royal Highness Frederick Duke Of York and Albany KG Commander in Chief of the British Army nghĩa là "Thống chế Hoàng gia Frederick, Công tước xứ York và Tổng tư lệnh Quân đội Anh".

## Danh hiệu, danh dự và huy hiệu

### Danh hiệu
- 16 tháng 8 năm 1763 – 27 tháng 11 năm 1784: His Royal Highness Hoàng tử Frederick
- 27 tháng 11 năm 1784 – 5 tháng 1 năm 1827: His Royal Highness Công tước xứ York và Albany

### Danh dự
Các danh dự của ông như sau:
- Hiệp sĩ Hoàng gia Huân chương Garter, 19 tháng 6 năm 1771[11]
- Hiệp sĩ Đại Thập Tự (quân sự) của Huân chương Bath, 2 tháng 1 năm 1815[12]
- Hiệp sĩ Đại Thập Tự của Huân chương Hoàng gia Guelph, 12 tháng 8 năm 1815[13]
- Hiệp sĩ Huân chương Đại bàng đen của Phổ, 11 tháng 4 năm 1814[14]
- Hiệp sĩ Huân chương Thánh Linh của Pháp, 21 tháng 4 năm 1814[15]
- Hiệp sĩ Huân chương Thánh Anrê của Nga, 9 tháng 6 năm 1814[16]
- Hiệp sĩ Huân chương Thánh Aleksandr Nevsky của Nga, 9 tháng 6 năm 1814[17]
- Hiệp sĩ Đại Thập Tự của Huân chương Carlos III của Tây Ban Nha, 21 tháng 8 năm 1814[18]
- Hiệp sĩ Đại Thập Tự của Huân chương Maria Theresia của Áo, 1814[15]

### Huy hiệu
| Huy hiệu của Frederick Augustus, Công tước xứ York và Albany được sử dụng từ năm 1801 đến năm 1824: Huy hiệu hoàng gia của Vua George III với nhãn hiệu ba điểm bạc, điểm thứ hai được gắn cờ của Thánh George để phân biệt. Huy hiệu của Hanover có một huy hiệu bạc gắn bánh xe sáu nan hoa màu đỏ cho Giáo quyền Osnabrück. | Tiểu chuẩn |

## Tổ tiên
| \| \| \| \| \| \| \| \| \| \| \| 8. George II của Anh \| \| \| \| \| \| \| \| \| \| \| \| \| \| \| \| \| \| \| \| \| \| \| \| \| \| \| \| \| \| \| \| \| \| \| \| \| \| \| \| \| \| \| \| \| \| \| \| \| \| \| 4. Frederick, Thân vương xứ Wales \| \| \| \| \| \| \| \| \| \| \| \| \| \| \| \| \| \| \| \| \| \| \| \| \| \| \| \| \| \| \| \| \| \| \| \| \| \| \| \| \| \| \| \| \| \| \| \| \| \| \| \| \| \| \| \| \| \| \| \| 9. Công chúa Caroline xứ Brandenburg-Ansbach \| \| \| \| \| \| \| \| \| \| \| \| \| \| \| \| \| \| \| \| \| \| \| \| \| \| \| \| \| \| \| \| \| \| \| \| \| \| \| \| \| \| \| \| \| \| \| \| \| \| \| \| \| \| \| \| \| \| \| \| 2. George III của Anh \| \| \| \| \| \| \| \| \| \| \| \| \| \| \| \| \| \| \| \| \| \| \| \| \| \| \| \| \| \| \| \| \| \| \| \| \| \| \| \| \| \| \| \| \| \| \| \| \| \| \| \| \| \| \| \| \| \| \| \| 10. Công tước Friedrich II xứ Sachsen-Gotha-Altenburg \| \| \| \| \| \| \| \| \| \| \| \| \| \| \| \| \| \| \| \| \| \| \| \| \| \| \| \| \| \| \| \| \| \| \| \| \| \| \| \| \| \| \| \| \| \| \| \| \| \| \| \| \| \| \| \| \| \| \| \| 5. Công chúa Augusta xứ Sachsen-Gotha-Altenburg \| \| \| \| \| \| \| \| \| \| \| \| \| \| \| \| \| \| \| \| \| \| \| \| \| \| \| \| \| \| \| \| \| \| \| \| \| \| \| \| \| \| \| \| \| \| \| \| \| \| \| \| \| \| \| \| \| \| \| \| 11. Công chúa Magdalena Augusta xứ Anhalt-Zerbst \| \| \| \| \| \| \| \| \| \| \| \| \| \| \| \| \| \| \| \| \| \| \| \| \| \| \| \| \| \| \| \| \| \| \| \| \| \| \| \| \| \| \| \| \| \| \| \| \| \| \| \| \| \| \| \| \| \| \| \| 1. Công tước Frederick xứ York và Albany \| \| \| \| \| \| \| \| \| \| \| \| \| \| \| \| \| \| \| \| \| \| \| \| \| \| \| \| \| \| \| \| \| \| \| \| \| \| \| \| \| \| \| \| \| \| \| \| \| \| \| \| \| \| \| \| \| \| \| \| 12. Công tước Adolf Friedrich II xứ Mecklenburg-Strelitz[21] \| \| \| \| \| \| \| \| \| \| \| \| \| \| \| \| \| \| \| \| \| \| \| \| \| \| \| \| \| \| \| \| \| \| \| \| \| \| \| \| \| \| \| \| \| \| \| \| \| \| \| \| \| \| \| \| \| \| \| \| 6. Công tước Karl Ludwig Friedrich xứ Mecklenburg \| \| \| \| \| \| \| \| \| \| \| \| \| \| \| \| \| \| \| \| \| \| \| \| \| \| \| \| \| \| \| \| \| \| \| \| \| \| \| \| \| \| \| \| \| \| \| \| \| \| \| \| \| \| \| \| \| \| \| \| 13. Công chúa Christiane Emilie xứ Schwarzburg-Sondershausen[21] \| \| \| \| \| \| \| \| \| \| \| \| \| \| \| \| \| \| \| \| \| \| \| \| \| \| \| \| \| \| \| \| \| \| \| \| \| \| \| \| \| \| \| \| \| \| \| \| \| \| \| \| \| \| \| \| \| \| \| \| 3. Công chúa Charlotte xứ Mecklenburg-Strelitz \| \| \| \| \| \| \| \| \| \| \| \| \| \| \| \| \| \| \| \| \| \| \| \| \| \| \| \| \| \| \| \| \| \| \| \| \| \| \| \| \| \| \| \| \| \| \| \| \| \| \| \| \| \| \| \| \| \| \| \| 14. Công tước Ernst Friedrich I xứ Saxe-Hildburghausen[22] \| \| \| \| \| \| \| \| \| \| \| \| \| \| \| \| \| \| \| \| \| \| \| \| \| \| \| \| \| \| \| \| \| \| \| \| \| \| \| \| \| \| \| \| \| \| \| \| \| \| \| \| \| \| \| \| \| \| \| \| 7. Công chúa Elisabeth Albertine xứ Sachsen-Hildburghausen \| \| \| \| \| \| \| \| \| \| \| \| \| \| \| \| \| \| \| \| \| \| \| \| \| \| \| \| \| \| \| \| \| \| \| \| \| \| \| \| \| \| \| \| \| \| \| \| \| \| \| \| \| \| \| \| \| \| \| \| 15. Nữ bá tước Sophia Albertine xứ Erbach-Erbach[22] \| \| \| \| \| \| \| \| \| \| \| \| \| \| \| \| \| \| \| \| \| \| \| \| \| \| \| \| \| \| \| \| \| \| \| \| \| \| \| \| \| \| \| |                                                              |  |  |  |  |  |  |  |  |                      |  |  |  |
| |                                                              |  |  |  |  |  |  |  |  | 8. George II của Anh |  |  |  |
| |                                                              |  |  |  |  |  |  |  |  |                      |  |  |  |
| |                                                              |  |  |  |  |  |  |  |  |                      |  |  |  |
| |                                                              |  |  |  |  |  |  |  |  |                      |  |  |  |
| | 4. Frederick, Thân vương xứ Wales                            |  |  |  |  |  |  |  |  |                      |  |  |  |
| |                                                              |  |  |  |  |  |  |  |  |                      |  |  |  |
| |                                                              |  |  |  |  |  |  |  |  |                      |  |  |  |
| |                                                              |  |  |  |  |  |  |  |  |                      |  |  |  |
| | 9. Công chúa Caroline xứ Brandenburg-Ansbach                 |  |  |  |  |  |  |  |  |                      |  |  |  |
| |                                                              |  |  |  |  |  |  |  |  |                      |  |  |  |
| |                                                              |  |  |  |  |  |  |  |  |                      |  |  |  |
| |                                                              |  |  |  |  |  |  |  |  |                      |  |  |  |
| | 2. George III của Anh                                        |  |  |  |  |  |  |  |  |                      |  |  |  |
| |                                                              |  |  |  |  |  |  |  |  |                      |  |  |  |
| |                                                              |  |  |  |  |  |  |  |  |                      |  |  |  |
| |                                                              |  |  |  |  |  |  |  |  |                      |  |  |  |
| | 10. Công tước Friedrich II xứ Sachsen-Gotha-Altenburg        |  |  |  |  |  |  |  |  |                      |  |  |  |
| |                                                              |  |  |  |  |  |  |  |  |                      |  |  |  |
| |                                                              |  |  |  |  |  |  |  |  |                      |  |  |  |
| |                                                              |  |  |  |  |  |  |  |  |                      |  |  |  |
| | 5. Công chúa Augusta xứ Sachsen-Gotha-Altenburg              |  |  |  |  |  |  |  |  |                      |  |  |  |
| |                                                              |  |  |  |  |  |  |  |  |                      |  |  |  |
| |                                                              |  |  |  |  |  |  |  |  |                      |  |  |  |
| |                                                              |  |  |  |  |  |  |  |  |                      |  |  |  |
| | 11. Công chúa Magdalena Augusta xứ Anhalt-Zerbst             |  |  |  |  |  |  |  |  |                      |  |  |  |
| |                                                              |  |  |  |  |  |  |  |  |                      |  |  |  |
| |                                                              |  |  |  |  |  |  |  |  |                      |  |  |  |
| |                                                              |  |  |  |  |  |  |  |  |                      |  |  |  |
| | 1. Công tước Frederick xứ York và Albany                     |  |  |  |  |  |  |  |  |                      |  |  |  |
| |                                                              |  |  |  |  |  |  |  |  |                      |  |  |  |
| |                                                              |  |  |  |  |  |  |  |  |                      |  |  |  |
| |                                                              |  |  |  |  |  |  |  |  |                      |  |  |  |
| | 12. Công tước Adolf Friedrich II xứ Mecklenburg-Strelitz     |  |  |  |  |  |  |  |  |                      |  |  |  |
| |                                                              |  |  |  |  |  |  |  |  |                      |  |  |  |
| |                                                              |  |  |  |  |  |  |  |  |                      |  |  |  |
| |                                                              |  |  |  |  |  |  |  |  |                      |  |  |  |
| | 6. Công tước Karl Ludwig Friedrich xứ Mecklenburg            |  |  |  |  |  |  |  |  |                      |  |  |  |
| |                                                              |  |  |  |  |  |  |  |  |                      |  |  |  |
| |                                                              |  |  |  |  |  |  |  |  |                      |  |  |  |
| |                                                              |  |  |  |  |  |  |  |  |                      |  |  |  |
| | 13. Công chúa Christiane Emilie xứ Schwarzburg-Sondershausen |  |  |  |  |  |  |  |  |                      |  |  |  |
| |                                                              |  |  |  |  |  |  |  |  |                      |  |  |  |
| |                                                              |  |  |  |  |  |  |  |  |                      |  |  |  |
| |                                                              |  |  |  |  |  |  |  |  |                      |  |  |  |
| | 3. Công chúa Charlotte xứ Mecklenburg-Strelitz               |  |  |  |  |  |  |  |  |                      |  |  |  |
| |                                                              |  |  |  |  |  |  |  |  |                      |  |  |  |
| |                                                              |  |  |  |  |  |  |  |  |                      |  |  |  |
| |                                                              |  |  |  |  |  |  |  |  |                      |  |  |  |
| | 14. Công tước Ernst Friedrich I xứ Saxe-Hildburghausen       |  |  |  |  |  |  |  |  |                      |  |  |  |
| |                                                              |  |  |  |  |  |  |  |  |                      |  |  |  |
| |                                                              |  |  |  |  |  |  |  |  |                      |  |  |  |
| |                                                              |  |  |  |  |  |  |  |  |                      |  |  |  |
| | 7. Công chúa Elisabeth Albertine xứ Sachsen-Hildburghausen   |  |  |  |  |  |  |  |  |                      |  |  |  |
| |                                                              |  |  |  |  |  |  |  |  |                      |  |  |  |
| |                                                              |  |  |  |  |  |  |  |  |                      |  |  |  |
| |                                                              |  |  |  |  |  |  |  |  |                      |  |  |  |
| | 15. Nữ bá tước Sophia Albertine xứ Erbach-Erbach             |  |  |  |  |  |  |  |  |                      |  |  |  |
| |                                                              |  |  |  |  |  |  |  |  |                      |  |  |  |
| |                                                              |  |  |  |  |  |  |  |  |                      |  |  |  |